# Bienequés
Bienequés (em grego clássico: Bieneches), Ubientes (em grego clássico: Ubienthes) ou Vibentis (em grego clássico: Vibenthis), também chamado em egípcio de Caá, Qaa ou Ca'á, foi o último faraó da I dinastia egípcia.

## Data de reinado
Segundo Manetão, que o denomina Bienequés (Africano), ou Ubientes (Eusébio), reinou 26 anos. O Cânone de Turim atribui-lhe 63 anos de reinado. Um fragmento de uma tigela encontrado em Sacará menciona o segundo Hebesede de Hórus Caá que, se o festival fosse celebrado pela primeira vez durante seu 30º e a segunda vez durante seu 33º ano no poder, indicaria um reinado de pelo menos 33 anos.

## Reinado
Em seu reinado, Bienequés suprimiu o nome de seu antecessor Semempsés dos monumentos, ao que considerou usurpador do trono, de igual forma que este o tinha feito com seu antecessor Miebido.[carece de fontes?]

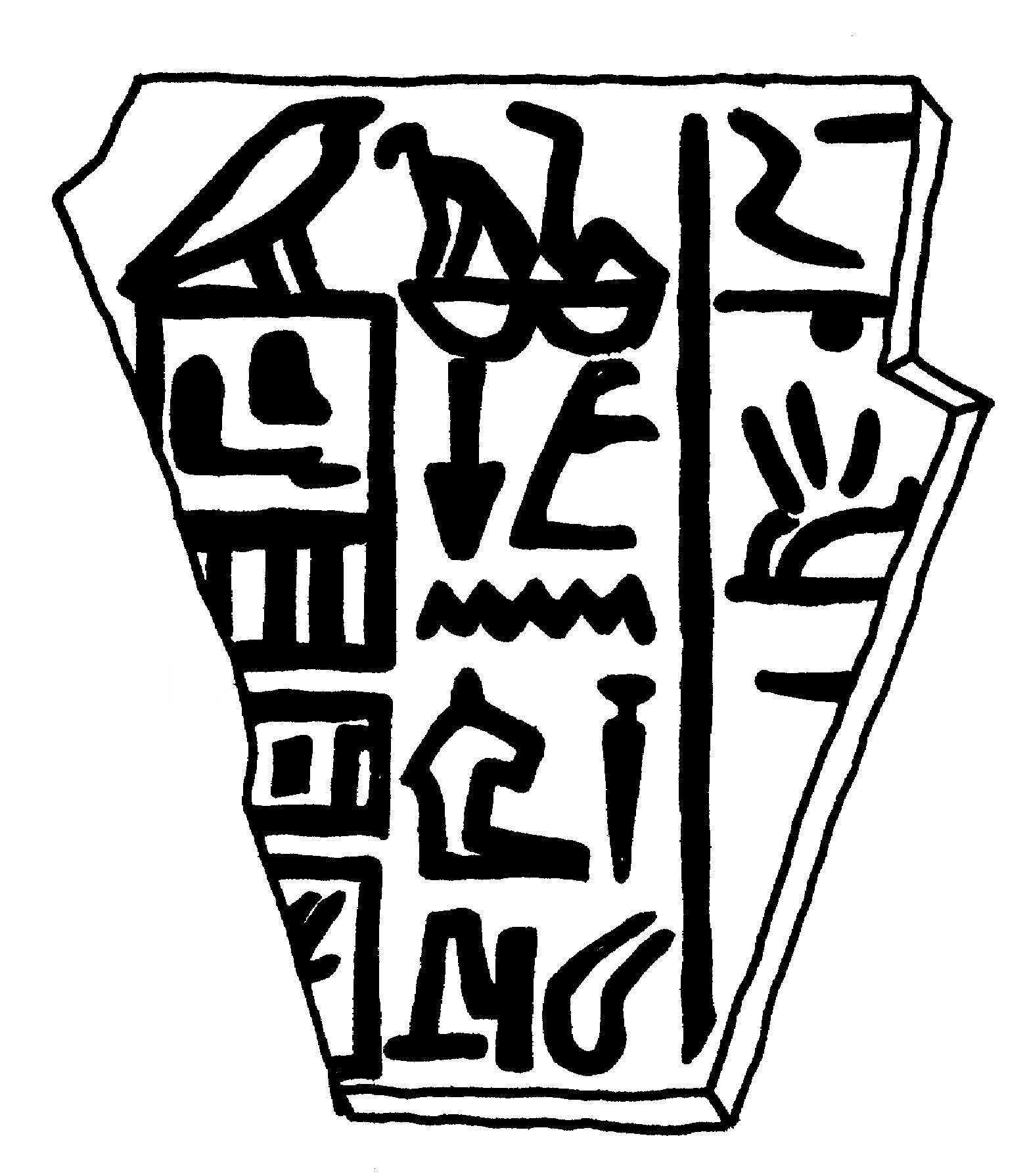
Rótulo de marfim de Bienequés com seu nome sereque e Nebty sn.

Várias inscrições em vasos de pedra mencionam um segundo festival de Sede para Bienequés, que aponta para pelo menos 33 anos de reinado. O primeiro festival geralmente não era celebrado antes dos 30 anos de reinado, e os festivais subsequentes podiam ser repetidos a cada três anos. A Pedra de Palermo menciona apenas o ano da coroação e alguns eventos de culto usuais que foram celebrados sob cada rei. As numerosas etiquetas de marfim datadas de seu reinado também mencionam apenas arranjos típicos, como representar e contar as ofertas fúnebres e os pertences pessoais do rei. Vários túmulos de mastaba de altos funcionários datam do reinado de Bienequés: Mercá (S3505), Henucá (desconhecido enterro), Neferefe (enterro desconhecido também) e Sabefe (enterrado na necrópole real de Bienequés).

### Tumba

Mapa da tumba de Bienequés. Observe o sepultamento "subsidiário" ao redor da câmara.

Com análises em sua tumba de Umel Caabe, em Abidos, duas questões ainda estão em pendência. Uma delas é o motivo de objetos do faraó Hotepsequemui, da II dinastia egípcia, estarem depositados no sepultamento. Outro motivo era a diminuição de túmulos "subsidiários", supostamente destinados a tumba dos serviçais do rei e que, no caso da tumba de Bienequés, são em número 26.